# Superficies
Superficies латински правни назив који се употребљава за све оно што је изграђено на површини неког земљишта, а најчешће се употребљава за зграде изграђене на туђем земљишту.

## Римско право
У Римском праву се примењивао принцип да све што је изграђено на неком земљишту припада власнику земљишта. Пошто је већина земљишта била у власништву државе и великих земљопоседника, уведен је уговор по коме је суперфицијар имао право да станује у грађевини. У време Јустинијана овај уговор постаје део стварног права на туђој ствари. Уговор је имао форму дугорочног закупа, према коме суперфицијар плаћа закуп или форму куповине права коришћења зграде подигнуте на туђем земљишту.